# Venă retromandibulară

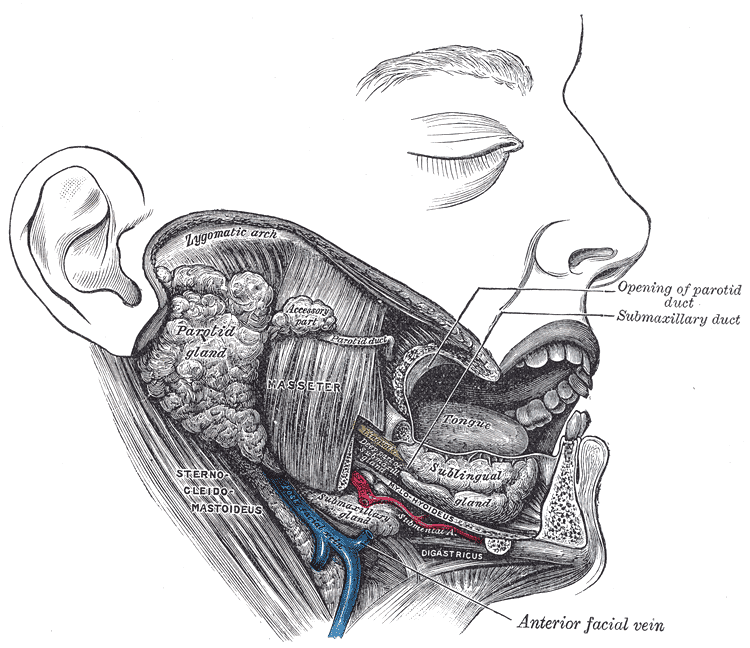
Disecție arătând glanda salivară la dreapta (vena retromandibulară este vizibilă în partea centrală joasă

Vena retromandibulară (facială posterioară sau temporomaxilară) se formează prin unirea venelor temporale și maxilare superficiale, coboară în parenchimul glandei parotide, superficial până la artera carotidă externă, dar în spatele nervului facial, între aripa anterioară a mandibulei șimușchiul sternocleidomastoidian. 

Se împarte în două ramuri: 
- o ramură anterioară, care trece înainte și se alătură venei anterioare faciale, pentru a forma vena facială comună, care apoi se varsă în vena jugulară internă.
- o ramură posterioară, care este unită cu vena auriculară posterioară și devine vena jugulară externă.

Semnul Parrot este o senzație de durere atunci când se aplică presiune asupra regiunii retromandibulare. 

## Imagini suplimentare

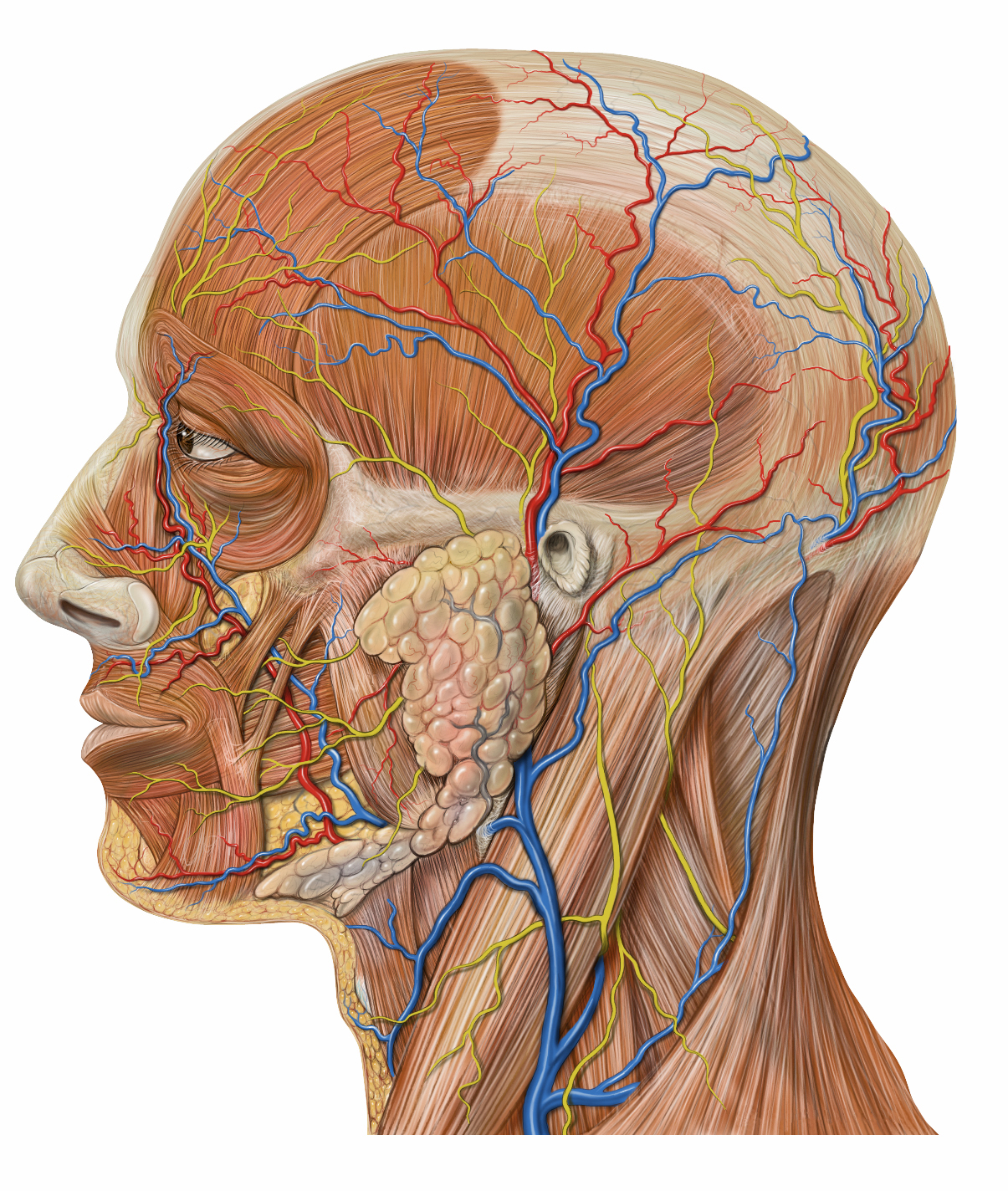
Detaliu anatomie cap lateral